# 新代爾庫爾
49°7′46″N 39°37′13″E / 49.12944°N 39.62028°E
新代爾庫爾（烏克蘭語：Новодеркул）是位於烏克蘭東部的村莊，由盧甘斯克州舊比利斯克區的比洛沃茨克市鎮負責管轄。該村始建於1765年，面積3.7平方公里，海拔高度65米，2001年人口1,070，人口密度每平方公里289.2人。